# Lill-Jans plan

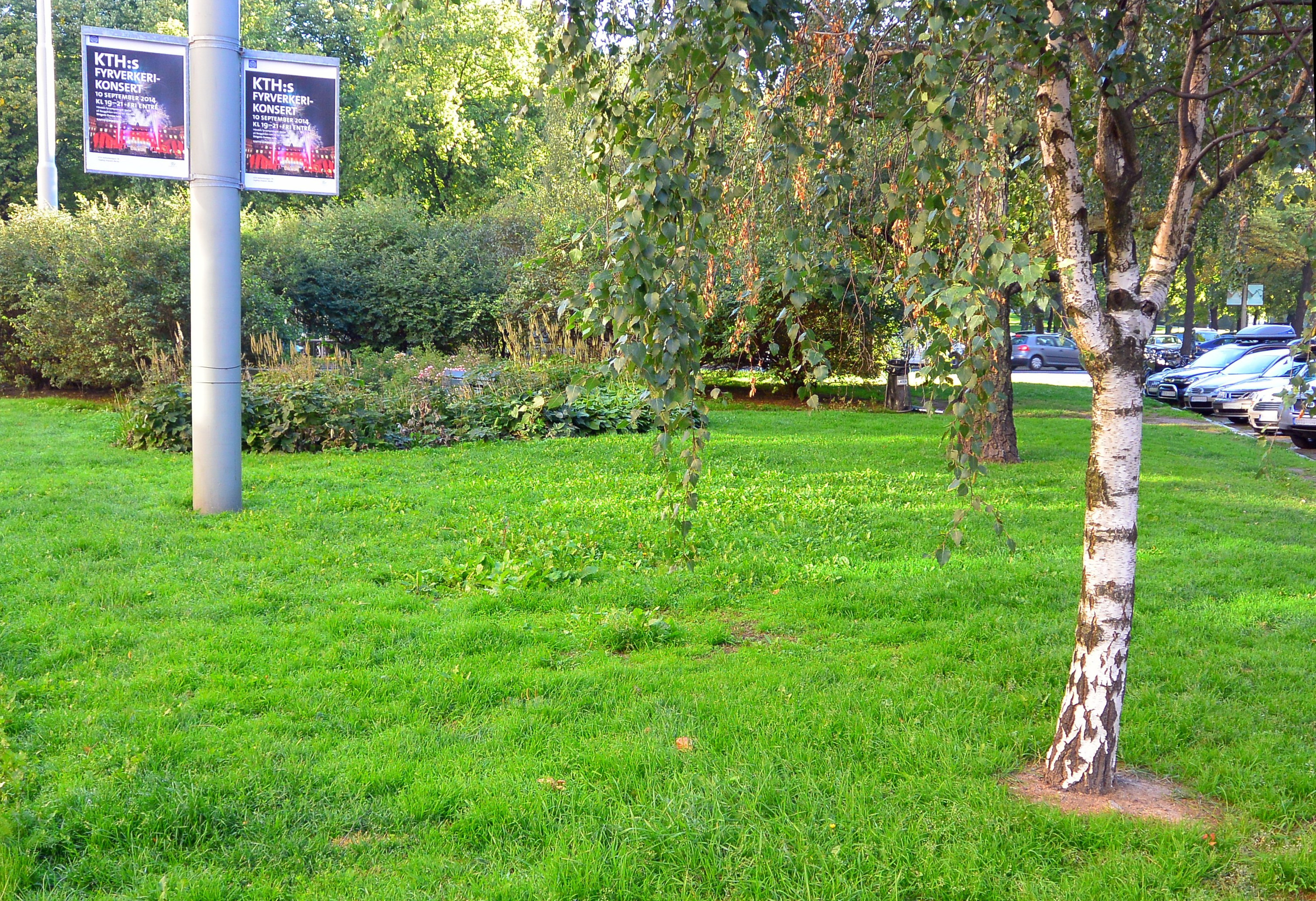
Lill-Jans plan

Lill-Jans plan är en öppen plats på Östermalm i Stockholms innerstad, vid korsningen av Valhallavägen och Engelbrektsgatan. 

## Historik

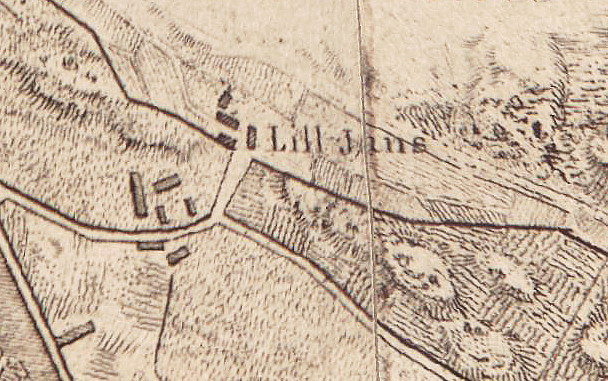
Lill-Jans gård på en karta från 1805.

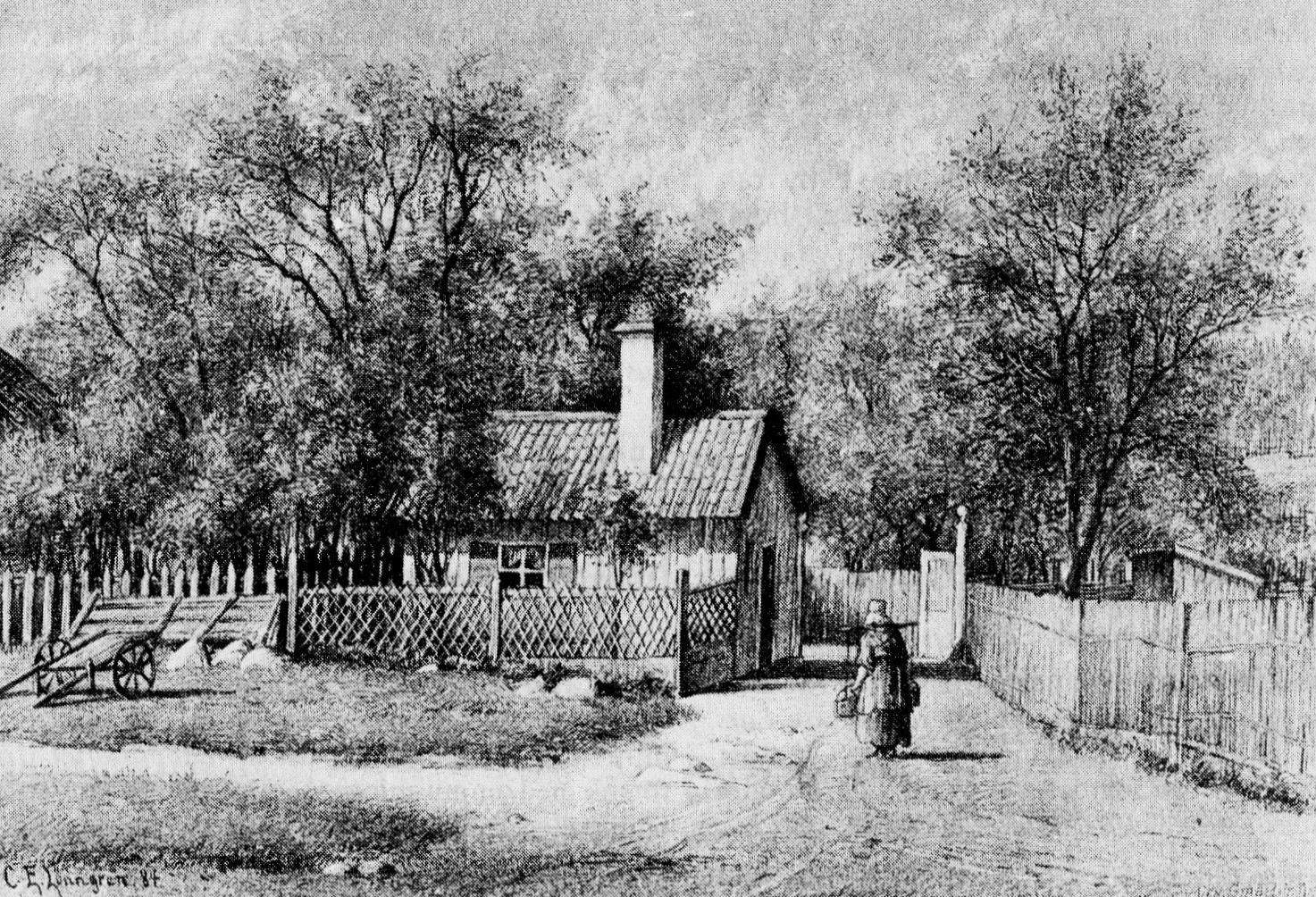
Grindstugan och krogen Lill-Jans 1884.

Platsen fick sitt namn 1887 och är uppkallad efter krogen Lill-Jans som drevs av skogvaktaren och hovjägaren Lill-Jan Persson, vilken även gett namn åt Lill-Jansskogen. Den lilla krogen var egentligen grindstugan till Lill-Jan Perssons gård. 1731 kallas platsen Lilla Jans och 1733 upptas namnformen Lill-jans i en förteckning över Djurgårdskrogar. Stället besjöngs av Carl Michael Bellman  i Fredmans epistel nummer 32: "...och denna Liljans krog är hamnen jag tror, och krögar-mor hon är hvalfisken, Bror...".
Stället omnämns även August Strindbergs debutroman Röda rummet från 1879. Här höll Mäster Palm sina första möten för att starta arbetarrörelsen. Det drog mycket folk till platsen och blev en god affär för krögaren.
Vid Lill-Jans plan 4 återfinns det byggnadsminnesförklarade Whitlockska huset (fastigheten Tallen 21). Kvarteret Tallens namn erinrar om den i närheten belägna Lill-Jans krogen.